# Язичник сибірський
Язи́чник сибі́рський (Ligularia sibirica) — багаторічна рослина родини айстрових. Висока трава із короткими кореневищем, прикореневою розеткою листків і жовтими квітками, зібраними в складні суцвіття. Релікт, поширений у помірній зоні Східної Європі та Азії. Зростає у відкритих вологих місцинах. Маловідома харчова, лікарська і декоративна рослина. Рідкісний вид, занесений Додатку I Бернської конвенції (2002), Червоної книги України, а також до регіональних Червоних книг 20-ти адміністративних одиниць Росії.

## Етимологія
Латинська родова назва цієї рослини походить від слова лат. ligula — «язичок» і вказує на характерну форму крайових квітів у суцвіттях. Видовий епітет лат. sibirica в перекладі означає «сибірський» і даний рослині за місцем знахідки першого описаного екземпляру — Сибіру. Наукова українська назва є прямим перекладом з латини. У Словнику українських наукових і народних назв судинних рослин зазначено, що окрім офіційної назви у народі цю рослину іноді називають просто язи́чник. Червона книга України подає для цього виду ще два наукових синоніми — язи́чник украї́нський та язи́чник букови́нський. Це пов'язано з тим, що різні науковці в свій час описували окремі популяції язичника сибірського як самостійні таксони, згодом це твердження було спростоване, тому їх об'єднали в один вид. Синонімічні назви надані за місцем поширення типових представників: в Україні загалом чи на Буковині зокрема.

## Опис
Багаторічна трав'яниста рослина, гемікриптофіт. Кореневище епігеогенне, коротке, з густими мочками придаткових корінців і волокнистими залишками відмерлого листя.
Стебло заввишки (15) 20—200 см, завширшки 2—11 мм, прямостояче, ребристо-борозенчасте, поступово переходить у квітконос. Основа стебла гола і зелена, ближче до верхівки стебло опушене короткими жовтувато-коричневими волосками (інколи з домішкою тонких білих волосків) і набуває червонувато-фіолетового відтінку. Листкові черешки, навпаки, мають червонуватий відтінок ближче до основи.
Листки чергові, морфологічно поділяються на прикореневі, нижні та верхні стеблові. Прикореневі листки (2) 3,5—32 см завдовжки та 4,5—29 см завширшки, зібрані в розетку, на голих черешках завдовжки 14—39 см (у 1,5—3 рази довших за листкові пластинки), при основі розширених у короткі піхви. Форма прикореневих листків серцеподібна, яйцеподібно-серцеподібна, рідше трикутна або ниркоподібна, край виїмчасто-зубчастий із тупими при основі лопатями, що мало розходяться, верхівка тупа або коротко загострена. Нижні стеблові листки формою схожі на прикореневі, але дрібніші, на крилатих коричнювато-червоних черешках завдовжки 3—14 см і з піхвами завдовжки 3—6 см. Верхні стеблові листки на коротких черешках, розширених у здуту піхву, трикутні або трикутно-серцеподібні, з дрібнозубчастим краєм. Усі листки мають насичений зелений колір, на верхньому боці голі, з нижнього боку голі або розсіяно опушені членистими звивистими буруватими волосками, розташованими переважно уздовж жилок.
Квітконос товстуватий, завдовжки 5—10 см, опушений короткими павутинистими волосками. Складне верхівкове суцвіття завдовжки 4,5—42 (75) см являє собою вузьку китицю, що несе від 5 до 50 кошиків (зрідка від 1 до 52), які в побутовому мовленні помилково називають «квітками». Парні приквітки 2,5—5 см завдовжки та 0,8—2 см завширшки, яйцеподібно-ланцетні, ланцетні або лінійні, павутинисто опушені, цілокраї або зубчасті, видовжено-загострені, темно-червоні. Діаметр окремих кошиків складає (2) 2,5—4,5 см. Обгортка кошика циліндрична, дзвоникувата або широкодзвоникувата, завдовжки 7—11 мм, завширшки 6—12 мм, гола чи трохи павутинисто опушена, часто з домішкою багатоклітинних волосків; колір обгортки пурпурово-червоний. Зовнішні листочки обгортки лінійно-ланцетні, внутрішні — ланцетні або широколанцетні, з широкою плівчастою облямівкою; загалом листочки обгортки мають гостру, загострену або тупо-трикутну верхівку.
Несправжньоязичкових квіток (неправильно називаних «пелюстками») у кожному кошику 5—11 штук, вони 10—22 мм завдовжки та 3—5 мм завширшки, довгасті, заокруглені, жовті, наприкінці цвітіння пониклі. Трубка несправжньоязичкових квіток сягає 5—10 мм завдовжки. Трубчасті квітки у кошику численні, завдовжки 7,5—13 мм, з вузькодзвоникуватою, розширеною трубкою завдовжки 4—7 мм.
Плоди — сім'янки завдовжки 3—7 мм, циліндричні, ребристі, голі, жовтувато-бурі, з циліндричним чубчиком із шорстких простих волосків білуватого, жовтуватого чи бурого кольору. Довжина чубчика близько 6 мм і дорівнює або трохи перевищує довжину самої сім'янки.
Число хромосом 2n = 60.

## Поширення
Природний ареал язичника сибірського вельми осяжний і включає майже усю помірну зону Євразії. Західний кордон поширення цієї рослини пролягає через умовну межу, що поділяє Центральну й Східну Європу. У напрямку півночі він прямує через південно-східну та східну частини узбережжя Балтійського моря, далі охоплює басейни Західної Двіни, Оки та невелику ділянку Передуралля (басейн Печори). Північний кордон розповсюдження пролягає через південь Сибіру. Східно-північний кордон ареалу язичника сибірського проходить через басейн річки Алдан, при цьому не охоплює крайні частини Східного Сибіру (Анадирську низовину, Чукотський і Камчатський півострови). Східний кордон розповсюдження цього виду загалом пролягає по західним узбережжям Охотського і Японського морів за винятком Корейського півострова. Південний кордон поширення язичника сибірського тягнеться від даурських і маньчжурських степів на сході через північну частину сучасного Китаю (провінція Внутрішня Монголія), західний кордон Монголії, північну частину Центральної Азії до північного узбережжя Каспійського моря. Південно-західна частина ареалу цієї рослини включає увесь Кавказ, Малу Азію та Балкани.

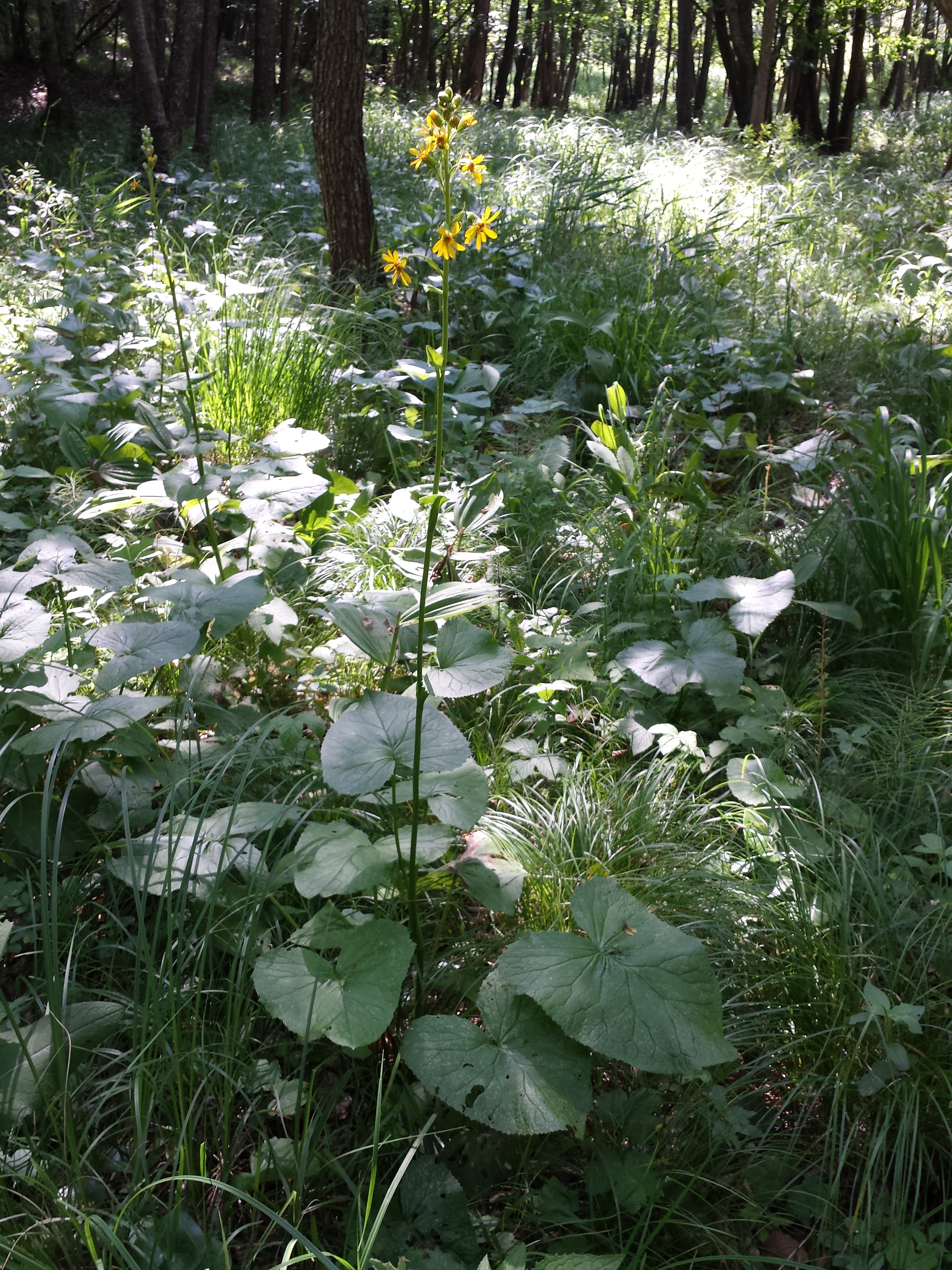
Язичник сибірський у розрідженому лісі в передгір'ях Нижньої Австрії.

На окресленій цими кордонами території язичник сибірський поширений рівномірно, але спорадично (точковими популяціями). Просторова ізоляція між окремими осередками зростання особливо характерна для частин ареалу, що охоплюють центральну і південно-західну частину Європи. Наприклад, в Україні язичник сибірський знайдений лише у Карпатах і Малому Поліссі. До нечисленних зон диз'юнкції слід віднести південь Надволжя та Крим. Крім того, ареал цього виду має один великий ексклав, що охоплює Західні Гімалаї та Пакистан. За межами природного ареалу язичник сибірський натуралізувався в декількох країнах, дотичних до південно-західної частини зони розповсюдження (в Австрії, Італії, Франції), а також у Кореї.

## Екологія

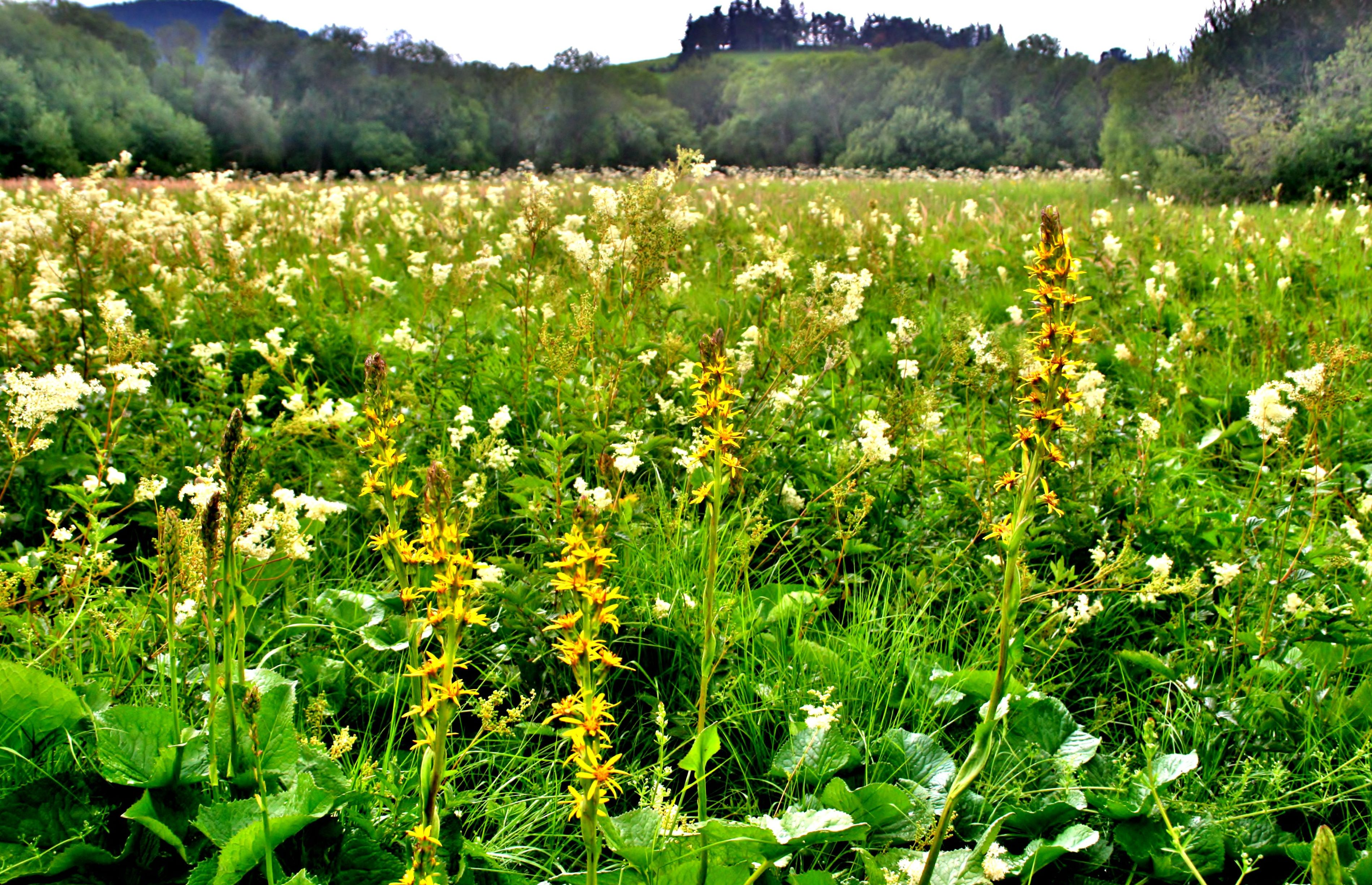
Язичник сибірський у складі лучного різнотрав'я у передгір'ях Французьких Альп.

Язичник сибірський належить до морозостійких видів (витримує пониження температури до —25 °C), в різних частинах ареалу поводить себе як світлолюбна або помірно тіньовитривала рослина (на півночі тяжіє до відкритих просторів, на півдні добре почуває себе у легкому затінку). Це доволі вологолюбна рослина, що зростає на помірно та надмірно зволожених ґрунтах, але не на затоплюваних ділянках. Звичними біотопами цього виду є вологі та заболочені луки, береги водойм, перш за все, невеликих (струмків, джерел тощо). На цю рослину також можна натрапити на трав'яних, перехідних і мінеральних (карбонатних) болотах, у прирічкових розріджених лісах (хвойно-дрібнолистяних, чорновільхових) і заростях чагарників, на солонцюватих, альпійських та субальпійських луках. В горах вона трапляється на висотах до 2200 м над рівнем моря. Віддає перевагу плодючим ґрунтам з нейтральним pH, кальцефіл.
У природі язичник сибірський зростає як поодинокими особинами, так і великими скупченнями, що можуть налічувати від декількох десятків до 1,5 тисячі особин. Українські популяції цього виду приурочені до вільшин, осоково-гіпнових болот з рослинними асоціаціями союзу Caricion davallianae, класу Scheuchzerio-Caricetea nigrae і союзу Cratoneurion commutati, класу Montio-Cardaminetea.

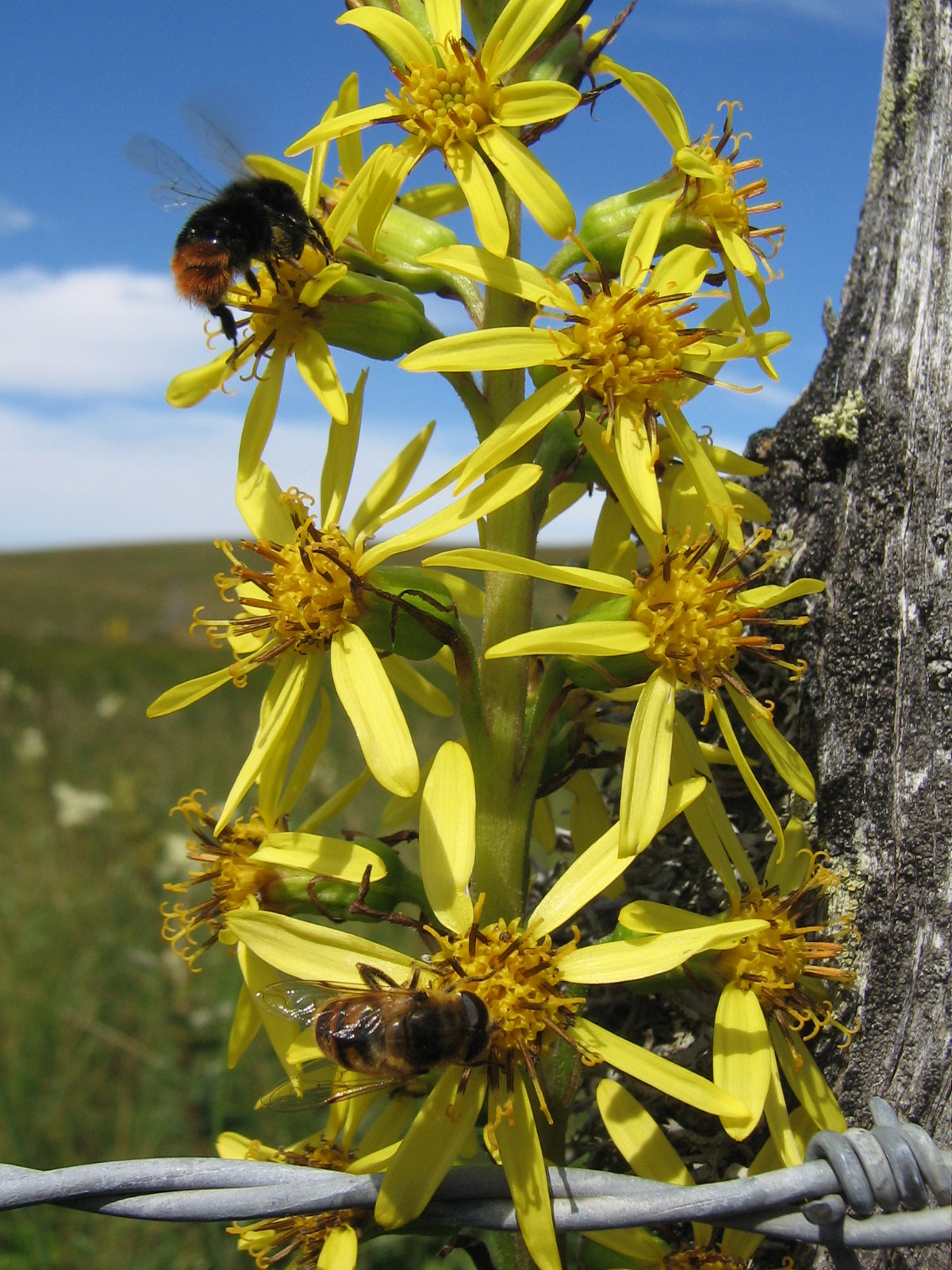
Джміль (вверху) і бджола збирають нектар на квітах язичника сибірського.

У природі розмножується лише насіннєвим способом, в культурі іноді застосовують вегетативне розмноження поділом кореневища. Квітне у різних частинах ареалу з червня по жовтень. Хоча запилення здійснюють комахи, зокрема перетинчастокрилі, відомостей про медодайні властивості цього виду нема. Плодоносить із липня по жовтень, летюче насіння розповсюджується вітром.
Перше цвітіння у культурних рослин наступає на 3—4-му році життя. Рослини живуть до 15 років, однак в штучних умовах задля збереження декоративності їх бажано омолоджувати способом поділу старих рослин через кожні 5—7 років. Поділ кореневищ в саду зазвичай виконують ранньою весною, а посів можна здійснювати як навесні, так і восени.
Вид загалом стійкий до природних шкідників і паразитів. Серед грибкових хвороб для язичника сибірського відмічають ураження борошнистою росою, а серед тварин деякої шкоди йому можуть завдавати слимаки і равлики, які харчуються листям.

## Статус виду
Попри осяжний ареал язичник сибірський в ряді країн знаходиться в уразливому стані. На його місцеві популяції негативно впливають осушення боліт і лук, розорювання берегів річок, знищення прирічкових лісів і чагарникових заростей, меншою мірою — збирання квітів та випасання худоби. З огляду на це вид занесений до Додатку I Бернської конвенції (2002), до Червоної книги України, а також до регіональних Червоних книг 20-ти адміністративних одиниць Росії. Крім того, рослина охороняється Директивою Європейського Союзу 92/43/ЄС «Про збереження природних оселищ та видів природної фауни і флори» (Додаток II. Види рослин і тварин, що становлять особливий інтерес для Європейського Союзу, збереження яких потребує створення територій особливої охорони).
Популяції язичника сибірського в Україні охороняють у Дермансько-Мостівському регіональному ландшафтному парку, природній пам'ятці «Білий Потік» (Україна), а в Росії — у 81 природоохоронній установі.

## Використання
Язичник сибірський становить інтерес як декоративна рослина. В культурі він зарекомендував себе як невибагливий і стійкий вид, привабливий тим, що цвіте пізніше за більшість рослин, використовуваних при озелененні водойм. Найбільш придатне для нього місце в саду у напівзатінку поблизу штучного джерела води або під захистом дерев, огорожі, стіни (на відкритих місцинах високі квітконоси можуть полягати від вітру). Догляд за цією рослиною, як правило, обмежується внесенням органічних (гній, компост) і мінеральних (суперфосфат) добрив. У спекотне літо язичник сибірський може потребувати поливу і обприскування листя. Стан рослин покращується при обережному розпушуванні прикореневого ґрунту, яке можна сполучати з мульчуванням. Висаджують цю рослину групами або поодинці.
Інші застосування язичника сибірського мало відомі. Так, в деяких країнах Азії його використовують у традиційній медицині. В Японії, Китаї і Кореї листя одного з різновидів цієї рослини Ligularia sibirica var. speciosa (Schrad.) DC. вважається їстівним, споживають його вареним або соленим.

## Таксономія
Вид вперше описаний основоположником біологічної систематики, шведським ботаніком Карлом Ліннеєм, який спочатку відніс язичник сибірський до роду цинерарія. Пізніше були помилкові спроби зарахувати цю рослину до родів Othonna і жовтозілля. Згідно з сучасними уявленнями язичник сибірський — представник самостійного роду, причому для цього таксону вважається типовим видом. За даними сайту The Plant List для язичника сибірського існують такі наукові синоніми:
| - Cineraria sibirica (L.) L. - Ligularia longipes Pojark. - Ligularia sibirica var. alpestris Turcz. - Ligularia sibirica var. gigantea Serg. - Ligularia sibirica var. glaberrima DC. - Ligularia sibirica var. gracilis Serg. | - Ligularia sibirica var. sibirica - Ligularia sibirica var. vulgaris DC. - Othonna sibirica L. - Senecio cacaliifolius Sch.Bip. - Senecio cacaliifolius var. cacaliifolius |